# Royal Center
Royal Center est une ville du comté de Cass, dans l’État de l'Indiana, aux États-Unis. Sa population est de 802 habitants en 2020.

## Histoire
Le territoire est occupé par les Miamis jusqu'en 1834 et l'achat de terres par le gouvernement américain pour achever le Wabash and Erie Canal. Les premiers colons s'installent sur le territoire au milieu des années 1830 et  le bureau de poste ouvre en 1841-1842. Le nom de la ville est donné par le receveur de poste en hommage à une ville située dans l’État de New York,. La ville de Royal Center est aménagée en 1845-1846,.
La ville se développe avec l'arrivée du chemin de fer Pittsburgh, Cincinnati, Chicago and St. Louis Railroad en 1861, le transport de voyageurs durera jusqu'en 1975,. Royal Center est incorporé en 1880. La Royal Center Bank est créée en 1890 tout comme le journal local le Royal Center Record.

## Géographie
Royal Center est situé dans le Boone Township (en) du comté de Cass. La ville est traversée par l'U.S. Route 35 et se trouve entre Logansport et Winamac.
Selon le Bureau du recensement des États-Unis, la ville a une superficie totale de 1,55 km2, entièrement terrestre.

## Démographie
Lors du recensement des États-Unis de 2020, la ville compte 802 personnes et 354 ménages. Lors de celui de 2010, 861 personnes, 342 ménages et 234 familles résidaient à Royal Center.